# Scopula undilinea
Scopula undilinea là một loài bướm đêm trong họ Geometridae.